# Northern Virginia Royals
Northern Virginia Royals is een Amerikaanse voetbalclub uit Manassas, Virginia. De club werd opgericht in 1998 en speelt in de USL Premier Development League, de Amerikaanse vierde klasse. De club heeft ook een zusterorganisatie, de Northern Virginia Majestics, die actief is in het vrouwenvoetbal.

## Geschiedenis
De club speelde eerst in de derde klasse, maar wegens slechte prestaties en lage toeschouwersaantallen zijn ze in 2006 vrijwillig teruggetreden naar de vierde klasse.

## Seizoen per seizoen
| Jaar | Divisie | League                | Regulier Seizoen  | Playoffs                | Open Cup            |
| ---- | ------- | --------------------- | ----------------- | ----------------------- | ------------------- |
| 1998 | 3       | USISL D-3 Pro League  | 7de, Atlantic     | Niet gekwalificeerd     | Niet gekwalificeerd |
| 1999 | 3       | USL D-3 Pro League    | 4de, Atlantic     | Conference halve finale | 1ste ronde          |
| 2000 | 3       | USL D-3 Pro League    | 7de, Southern     | Niet gekwalificeerd     | 2de ronde           |
| 2001 | 3       | USL D-3 Pro League    | 4de, Southern     | Niet gekwalificeerd     | Niet gekwalificeerd |
| 2002 | 3       | USL D-3 Pro League    | 4de, Southern     | Niet gekwalificeerd     | Niet gekwalificeerd |
| 2003 | 3       | USL Pro Select League | 3de, Southern     | Niet gekwalificeerd     | Niet gekwalificeerd |
| 2004 | 3       | USL Pro Soccer League | 3de, Southern     | Niet gekwalificeerd     | Niet gekwalificeerd |
| 2005 | 3       | USL Second Division   | 9de               | Niet gekwalificeerd     | Niet gekwalificeerd |
| 2006 | 4       | USL PDL               | 4de, Mid Atlantic | Niet gekwalificeerd     | Niet gekwalificeerd |
| 2007 | 4       | USL PDL               | 7de, Mid Atlantic | Niet gekwalificeerd     | Niet gekwalificeerd |
| 2008 | 4       | USL PDL               | 5de, Mid Atlantic | Niet gekwalificeerd     | Niet gekwalificeerd |
| 2009 | 4       | USL PDL               | 7de, Mid Atlantic | Niet gekwalificeerd     | Niet gekwalificeerd |